# Communauté d'agglomération de Val de Bièvre
La communauté d'agglomération de Val de Bièvre (CA VdB ou CAVB) est une communauté d'agglomération française, située au sud de Paris dans le département du Val-de-Marne (94) et la région Île-de-France. Elle est dissoute le 31 décembre 2015, compte tenu de la création de la Métropole du Grand Paris le 1er janvier 2016. Par décret du 11 décembre 2015, la CAVB intègre l'établissement public territorial T12 connu depuis sous le nom d'établissement public territorial Grand-Orly Seine Bièvre.

## Historique
Créée le 1er janvier 2000, cette communauté d'agglomération est l'une des premières à avoir été créée en France et compte aujourd'hui l'une des populations les plus importantes de la région. Son nom provient de la rivière Bièvre dont le lit passe par ces villes avant d'aller à Paris. Sa situation géographique privilégiée lui permet une participation active à la constitution d’une polarité tertiaire au sud-est parisien, dans le prolongement immédiat de Paris Rive Gauche.
Il y a trois raisons à ce rapprochement de communes :
- assurer une plus grande cohérence de leurs actions : l'eau, l'électricité et la collecte des déchets sont gérées depuis longtemps à l'échelle intercommunale et cette association permettra d'élargir le domaine de compétence (développement économique, transports, etc.) ;
- agir concrètement sur des préoccupations qui dépassent les limites de la commune : là aussi, la politique sur les transports ne peut être décidée sans concertation avec les villes environnantes ;
- être plus efficace à plusieurs : l'union permet de mieux peser sur les décisions de l'État, de la région ou du département.

### Données 2004
Source : plaquette 2004
| Ville              | Superficie | Population |
| ------------------ | ---------- | ---------- |
| Arcueil            | 233 ha     | 19 306     |
| Cachan             | 278 ha     | 27 958     |
| Fresnes            | 358 ha     | 25 739     |
| Gentilly           | 118 ha     | 17 148     |
| Le Kremlin-Bicêtre | 154 ha     | 25 739     |
| L'Haÿ-les-Roses    | 388 ha     | 30 708     |
| Villejuif          | 534 ha     | 50 887     |

- 197 515 habitants (dont 24 % ont moins de 20 ans)
- 2 063 ha de superficie (soit 8 985 hab/km²)
- 93 006 actifs
- 65 000 emplois
- 4 000 entreprises
- 83 240 logements (dont 33 % de logements sociaux)
- 8 002 établissements privés et publics
- 50 centres de formation
- 27 872 élèves
- 8 000 diplômés par an
- 10 000 étudiants
- 1 800 ingénieurs
- 1 000 chercheurs
- 185 km de voirie communautaire

## Composition
Elle regroupait 7 communes du Val-de-Marne :
| Nom                | Code Insee | Gentilé      | Superficie (km2) | Population (dernière pop. légale) | Densité (hab./km2) |
| ------------------ | ---------- | ------------ | ---------------- | --------------------------------- | ------------------ |
| Arcueil (siège)    | 94003      | Arcueillais  | 2,33             | 20 911 (2014)                     | 8 975              |
| Cachan             | 94016      | Cachanais    | 2,74             | 29 932 (2014)                     | 10 924             |
| Fresnes            | 94034      | Fresnois     | 3,56             | 26 808 (2014)                     | 7 530              |
| Gentilly           | 94037      | Gentilléens  | 1,18             | 16 358 (2014)                     | 13 863             |
| L'Haÿ-les-Roses    | 94038      | L'Haÿssiens  | 3,90             | 30 772 (2014)                     | 7 890              |
| Le Kremlin-Bicêtre | 94043      | Kremlinois   | 1,54             | 25 661 (2014)                     | 16 663             |
| Villejuif          | 94076      | Villejuifois | 5,34             | 57 781 (2014)                     | 10 820             |

## Fonctionnement

### Conseil communautaire
Composé d'élus municipaux des sept villes, le conseil communautaire comprend 56 délégués et 35 suppléants. Depuis 2003, les oppositions municipales y sont représentées. C'est l'instance décisionnelle de la communauté d'agglomération. Il vote le taux de la contribution économique territoriale et le budget.

### Présidence
Bien que la durée légale du mandat des présidents d'intercommunalité soit de 6 ans, et afin de conforter la collégialité des décisions, il avait été décidé en 2000 de renouveler le président tous les deux ans. La durée du mandat a été portée à trois ans par le conseil communautaire en 2008.
| Période        | Période          | Identité            | Étiquette | Qualité                                           |
| -------------- | ---------------- | ------------------- | --------- | ------------------------------------------------- |
| 2000           | 2002             | Jean-Luc Laurent    |           | Maire du Kremlin-Bicêtre                          |
| 2002           | 2004             | Claudine Cordillot  |           | Maire de Villejuif                                |
| 2004           | 2006             | Jean-Jacques Bridey |           | Maire de Fresnes                                  |
| 2006           | 2008             | Chistian Métairie   |           | 1er adjoint au maire d'Arcueil                    |
| 8 janvier 2008 | 2011             | Jean-Marc Nicolle   |           | 1er adjoint au maire du Kremlin-Bicêtre           |
| 2011           | 2014             | Patricia Tordjman   |           | Maire de Gentilly                                 |
| 28 avril 2014  | 31 décembre 2015 | Jean-Jacques Bridey |           | Maire de Fresnes Député du Val-de-Marne (2012 → ) |

## Principaux éléments
- La contribution économique territoriale : cette taxe se substitue aux parts communales de la taxe professionnelle payées par les entreprises aux villes. Elle favorise le développement solidaire entre les communes en mettant fin à la concurrence entre les villes pour attirer les entreprises. Désormais, le produit de l'implantation d'une entreprise profite à l'ensemble de la communauté d'agglomération et à ses habitants.

### Dernières réalisations de la CAVB
- Création de Valouette, réseau de transport de proximité gratuit en octobre 2007 : prévu dans le cadre du plan local de déplacement, le réseau Valouette rencontre un grand succès avec près de 120 000 voyages mensuel. Il est complémentaire du réseau RATP et vise à mailler le territoire plus efficacement. Il comprend 7 lignes dont la ligne V1 qui traverse l'ensemble de l'agglomération du nord au sud.
- Réhabilitation de la piscine intercommunale du Kremlin-Bicêtre : les travaux sont achevés en novembre 2008 et la piscine est rouverte.
- Rénovation du stade nautique Youri-Gagarine à Villejuif : cet équipement, réalisé par l'architecte Paul Chemetov en 1969, est rouvert en 2010 avec 5 bassins, des structures en verre habillant le béton d'origine et un système de chauffage par géothermie[6].
- Construction d'un nouveau conservatoire de musique à L'Haÿ-les-Roses : ouvert en janvier 2009, il peut accueillir 560 élèves encadrés par 40 professeurs dans 22 salles. Un studio d'enregistrement sera prochainement mis en service dans ce nouveau local.
- Mise en lumière des aqueducs d'Arcueil et de Cachan : cet édifice emblématique du territoire (1 km de long entre les deux villes, 38 mètres de haut), appartenant à la mairie de Paris et géré par Eaux de Paris, est illuminé chaque soir de la tombée de la nuit jusqu'à minuit. Le projet piloté par la communauté d'agglomération a été principalement financé par elle.

### Grandes politiques publiques du Val de Bièvre
- Environnement : Plan d'actions environnementales (qui fait suite au projet de charte intercommunale d'environnement) et mise en place du schéma directeur de réouverture de la rivière Bièvre. À terme il semble possible de rouvrir la Bièvre sur environ 70 % de son parcours sur le territoire du Val de Bièvre. La communauté d'agglomération est membre de la Commission locale d'information auprès du CEA de Fontenay-aux-Roses.
- Projet de développement territorial durable :
  - Recherche d’une complémentarité et d’un rééquilibrage entre le nord et le sud, pour une meilleure répartition des projets structurants encore concentrés en frange parisienne.
  - Création et valorisation de continuités Est/Ouest et Nord/Sud, en s’appuyant sur une logique de maillage vert, porteur de nouvelles pratiques et de nouveaux usages.
  - Développement de polarités internes et externes, dans le cadre d’une complémentarité avec les territoires voisins et du développement de nouveaux partenariats.
- Plan local de déplacements (PLD) : depuis 2005, la communauté d'agglomération est dotée d'un PLD. Aujourd'hui, une grande partie des 17 actions contenues dans ce plan ont été réalisées ou le seront prochainement. Le plan local de déplacement vise à développer les transports en commun (Valouette), organiser au mieux le stationnement, développer les circulations douces[7].
- Programme local de l'habitat : voté en décembre 2008 par le conseil de l'agglomération, il fixe le degré d'intervention de la communauté d'agglomération de Val de Bièvre.
- Grands projets d'aménagement : plusieurs projets sont en cours[8].
- La Vallée scientifique de la Bièvre
- Contrat de ville : le contrat de ville intercommunal a été signé le 30 mai 2000 par les 7 villes de l’agglomération.
- Opérations de rénovation urbaine (ORU) :
  - ORU Arcueil–Gentilly[9] ;
  - ORU Villejuif–L’Haÿ-les-Roses–Chevilly-Larue : dossier ANRU déposé en avril 2005[10].

## Budget
En 2008, le budget de la communauté d'agglomération de Val de Bièvre est de 195 millions d'euros.
La contribution économique territoriale représente 54 % de la totalité des recettes totales de l'agglomération (fonctionnement et investissement compris). Le soutien aux villes par le biais des reversements représente 35,5 % des dépenses totale du Val de Bièvre.
Répartition des dépenses par compétence (sur 100 € dépensés) :
- 35,5 € : soutien aux villes
- 11,50 € : collecte et traitement des ordures ménagères
- 11 € : équipements nautiques
- 10,50 € : voirie et assainissement
- 9,50 € : administration générale et charges de structures
- 9 € : culture
- 4,50 € : remboursement de la dette
- 2,50 € : aménagement, développement économique, habitat
- 2,50 € : rénovation urbaine et politique de la ville
- 2 € : transports
- 1 € : autres dépenses
- 0,50 € environnement